# Miligramoprocent
Miligramoprocent (miligram + procent) oznaczany mg% – jednostka stosowana dawniej w analizach biochemicznych, określała stężenie substancji w roztworze wyrażane jako liczba miligramów substancji oznaczanej w 100 cm³ próbki (mg/dl).
Obecnie używana do oznaczania stężeń związków chemicznych w diagnostyce medycznej.